# Tan Tzajib
Tan Tzajib är en ort i Mexiko.   Den ligger i kommunen Aquismón och delstaten San Luis Potosí, i den centrala delen av landet, 240 km norr om huvudstaden Mexico City. Tan Tzajib ligger 788 meter över havet och antalet invånare är 142.
Terrängen runt Tan Tzajib är huvudsakligen kuperad, men söderut är den bergig. Runt Tan Tzajib är det ganska tätbefolkat, med 207 invånare per kvadratkilometer. Närmaste större samhälle är Xilitla, 19,9 km söder om Tan Tzajib. I omgivningarna runt Tan Tzajib växer huvudsakligen savannskog.